# Fryderyk I (książę Saksonii-Gothy-Altenburga)
Fryderyk I (ur. 15 lipca 1646 w Gocie, zm. 2 sierpnia 1691 w Friedrichswerth) – książę Saksonii w księstwie Saksonii-Gothy-Altenburga od 1674 (do 1680 wraz z młodszymi braćmi, w 1680 bracia otrzymali wydzielone części księstwa w udzielne władanie).

## Życiorys

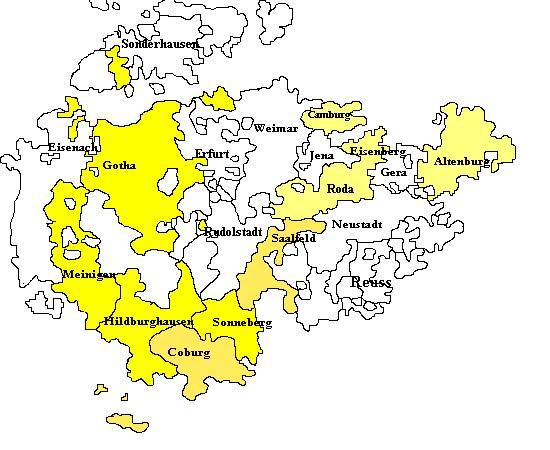
Obszar księstwa Saksonii-Gotha-Altenburg na tle granic saskich księstw na terenie Turyngii przed podziałem między Fryderyka i jego braci

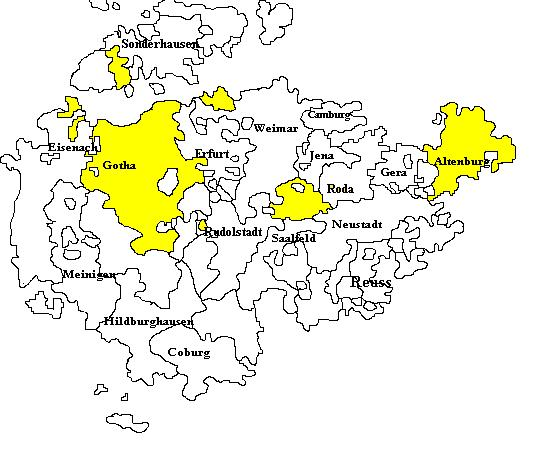
Obszar księstwa Saksonii-Gotha-Altenburg na tle granic saskich księstw na terenie Turyngii po wydzieleniu odrębnych księstw braciom Fryderyka

Fryderyk był jednym z licznych synów księcia Saksonii-Gotha-Altenburg Ernesta I Pobożnego z rodu Wettinów i Elżbiety Zofii, córki księcia Saksonii-Altenburg Jana Filipa. Studiował w Strasburgu i Jenie, odbył podróż po Europie. W 1672 otrzymał w zarząd część ojcowskiego księstwa z Alteburgiem, a w 1674 objął rządy w całym jego księstwie (ojciec zmarł w następnym roku). Rządy sprawował w imieniu własnym oraz sześciu młodszych braci: Albrechta, Bernarda, Henryka, Chrystiana, Ernesta i Jana Ernesta. Współpraca między braćmi została przerwana w 1676, a w 1680 bracia podzielili między siebie ojcowiznę na samodzielne księstwa: Fryderyk zatrzymał części z Gotha i Altenburgiem. Aby zapobiec dalszemu rozdrobnieniu księstwa w przyszłości Fryderyk wprowadził zasadę primogenitury zatwierdzoną przez cesarza w 1688–1689. 
W rządach księstwem kontynuował politykę ojca, podtrzymując jego prawa i wydając kolejne w podobnym duchu – dotyczące organizacji państwa i zapewnienia przestrzegania zasad religijnych przez jego ludność. Prowadził działalność budowlaną, m.in. zbudował nazwany potem jego imieniem pałac Friedrichswerth. Ponownie wydał „Biblię ernestyńską” (pierwszy raz wydaną przez ojca), a także wydawał inne materiały religijne. Rozwinął powołaną przez ojca milicję krajową do takiego stopnia, że stała się ona ciężarem dla niewielkiego kraju. W chwili jego śmierci wojska książęce liczyły 10 regimentów (ok. 10 tys. ludzi).
Uczestniczył w wojnach prowadzonych przez cesarza Leopolda Habsburga: w obronie Wiednia przed Turkami w 1683 i w wojnie przeciwko Francji w 1688–1689. 
Lubił przepych i wprowadzał cudzoziemskie (zwłaszcza francuskie) mody na swój dwór. Tracił znaczne sumy na eksperymenty alchemiczne, dzięki którym chciał pomnożyć swój majątek.

## Rodzina
Pierwszą żoną Fryderyka była od 1669 Magdalena Sybilla (1648–1681), córka księcia Saksonii-Weißenfels Augusta z albertyńskiej linii Wettynów. Para miała ośmioro dzieci: 
- Anna Zofia (1670–1728), żona Ludwika Fryderyka I, księcia Schwarzburg-Rudolstadt,
- Magdalena Sybilla (1671–1673),
- Dorota Maria (1674–1713), żona Ernesta Ludwika I, księcia Saksonii-Meiningen,
- Fryderyka (1675–1709), żona Jana Augusta, księcia Anhalt-Zerbst,
- Fryderyk II (1676–1732), następca ojca jako książę Saksonii-Gotha Altenburg,
- Jan Wilhelm (1677–1707), generał w służbie Habsburgów[1],
- Elżbieta (1679–1680), żona Adolfa Fryderyka II, księcia Meklemburgii-Strelitz,
- Joanna (1680–1704)[2].

Po śmierci pierwszej żony w styczniu 1681, w sierpniu tego samego roku Fryderyk poślubił Krystynę (1645–1705), córkę margrabiego Badenii-Durlach Fryderyka VI i wdowę po margrabim Brandenburgii-Ansbach Albrechcie Hohenzollernie.